# Didier Chambaron
Didier Chambaron (12 ottobre 1971) è un allenatore di calcio francese.

## Carriera

### Allenatore
Ha allenato, dal 2007 al 2010, la Nazionale neocaledoniana.